# Chlamydocarya
Chlamydocarya é um género com treze espécies de plantas pertencente à família Icacinaceae.

## Espécies
- Chlamydocarya anhydathoda Villiers
- Chlamydocarya capitata Baill.
- Chlamydocarya glabrescens Engl.
- Chlamydocarya gossweileri Exell
- Chlamydocarya klaineana Pierre
- Chlamydocarya lobata Pierre
- Chlamydocarya macrocarpa A.Chev.
- Chlamydocarya rostrata Bullock
- Chlamydocarya soyauxii Engl.
- Chlamydocarya staudtii Engl.
- Chlamydocarya tenuis Engl.
- Chlamydocarya tessmannii Engl.
- Chlamydocarya thomsoniana Baill.